# Joderhorn
Lo Joderhorn (3.034 m s.l.m.) è una delle creste delle Alpi Pennine (Catena dell'Andolla) situata a sud-est del Monte Moro. Sì trova lungo la linea di confine tra l'Italia e la Svizzera poco lontano dal Passo del Monte Moro, al confine tra i territori del comune italiano di Macugnaga e quello svizzero di Saas-Almagell. 
La cresta è stata da sempre meta di alpinisti e rocciatori. Sulla stessa sono state anche realizzate ascese degne di nota a livello sportivo da celebri alpinisti, tra i quali i magugnaghesi Fabio Iacchini e Claudio Schranz. Presenta numerose vie di arrampicata lungo la parete, tra queste la via Luino 78, nonché le vie Gildo Burgener (aperta da Claudio Schranz e Riccardo Morandi nel 1980) e Marlene (aperta da Claudio Schranz e Roberto Sala nel 1987) annoverate nel libro "Le più belle vie di Roccia dell'Ossola II" di Alberto Paleari.

## Salita alla vetta
Si può salire sulla vetta partendo dal Passo del Monte Moro ed, eventualmente, trovando appoggio presso il Rifugio Gaspare Oberto-Paolo Maroli. La via normale non presenta difficoltà ed è percorsa anche d'inverno dai praticanti dello sci alpinismo. Di maggior interesse sono lo spigolo sud est e le vie che salgono lungo la parete sud.